# Politikåret 1930

## Händelser
- 28 maj - George Forbes efterträder Joseph Ward som Nya Zeelands premiärminister.[1]
- 31 maj - Den svenska riksdagen avslår regeringens förslag om höjning av spannmålstullarna.
- 7 juni – Carl Gustaf Ekman efterträder Arvid Lindman som Sveriges statsminister.[2]
- 7 augusti - Richard Bedford Bennett efterträder William Lyon Mackenzie King som Kanadas premiärminister.[3]
- 20 november – Emiratet Asir införlivas i Asir.[4]

## Val och folkomröstningar
- 14 september – Riksdagsval i Tyskland.

## Organisationshändelser
- 19 januari – Avhoppare från Sveriges Nationalsocialistiska Folkparti bildar Nysvenska folkförbundet, men redan i oktober går de båda partierna åter samman och bildar Nysvenska Nationalsocialistiska Förbundet.
- Okänt datum – Danmarks nationalsocialistiska arbetarparti bildas.
- Okänt datum – Dominikanska partiet bildas.
- Okänt datum – Islands kommunistiska parti bildas.
- Okänt datum – Kyrkliga folkpartiet bildas i Sverige.
- Okänt datum – Mapai bildas i Israel.
- Okänt datum – Nationell union bildas i Portugal.
- Okänt datum – I Nederländerna går CPH centralkommittén och CPH Holländska sektionen av Kommunistiska internationalen samman och bildar Nederländernas Kommunistiska Parti.
- Okänt datum – Scottish Party bildas i Skottland.
- Okänt datum – Vietnams kommunistiska parti bildas i Hongkong.

## Födda
- 24 januari – Kjell Laugerud, Guatemalas president 1974–1978.
- 15 april – Vigdís Finnbogadóttir, Islands president 1980–1996.
- 24 april – José Sarney, Brasiliens president 1985–1990.
- 3 mars – Ion Iliescu, Rumäniens president 1990–1996 och 2000–2004.
- 28 juni – Itamar Franco, Brasiliens president 1992–1995.
- 1 juli – Gonzálo Sánchez de Lozada, Bolivias president 1993–1997 och 2002–2003.
- 2 juli – Carlos Menem, Argentinas president 1989–1999.
- 5 augusti – Michal Kováč, Slovakiens första president 1993–1998.
- 5 oktober – Rahmon Nabijev, Tadzjikistans president 1991–1993.
- 6 oktober – Hafez al-Assad, Syriens president 1971–2000.
- 14 oktober – Mobutu Sese Seko, Zaires president 1965–1997.
- 25 november – Jan P. Syse, Norges statsminister 1989–1990.
- 21 december – Kalevi Sorsa, Finlands statsminister 1972–1975, 1977–1979 och 1982–1987.

## Avlidna
- 8 mars – William Howard Taft, USA:s president 1909–1913.
- 19 mars – Arthur Balfour, Storbritanniens premiärminister 1902–1905.
- 19 december – Jens Christian Christensen, Danmarks konseljpresident 1905–1908.

### Fotnoter
1. ↑  ”New Zealand” (på engelska). World Statesmen. http://www.worldstatesmen.org/New_Zealand.htm. Läst 1 augusti 2015.
2. ↑  ”Sweden” (på engelska). World Statesmen. http://www.worldstatesmen.org/Sweden.html. Läst 2 augusti 2015.
3. ↑  ”Canada” (på engelska). World Statesmen. http://www.worldstatesmen.org/Canada.html. Läst 1 augusti 2015.
4. ↑  ”Arabian Polities” (på engelska). World Statesmen. http://www.worldstatesmen.org/Saudi_Arabia_states.html. Läst 7 november 2012.